# Eisenkunstguss-Museum Büdelsdorf

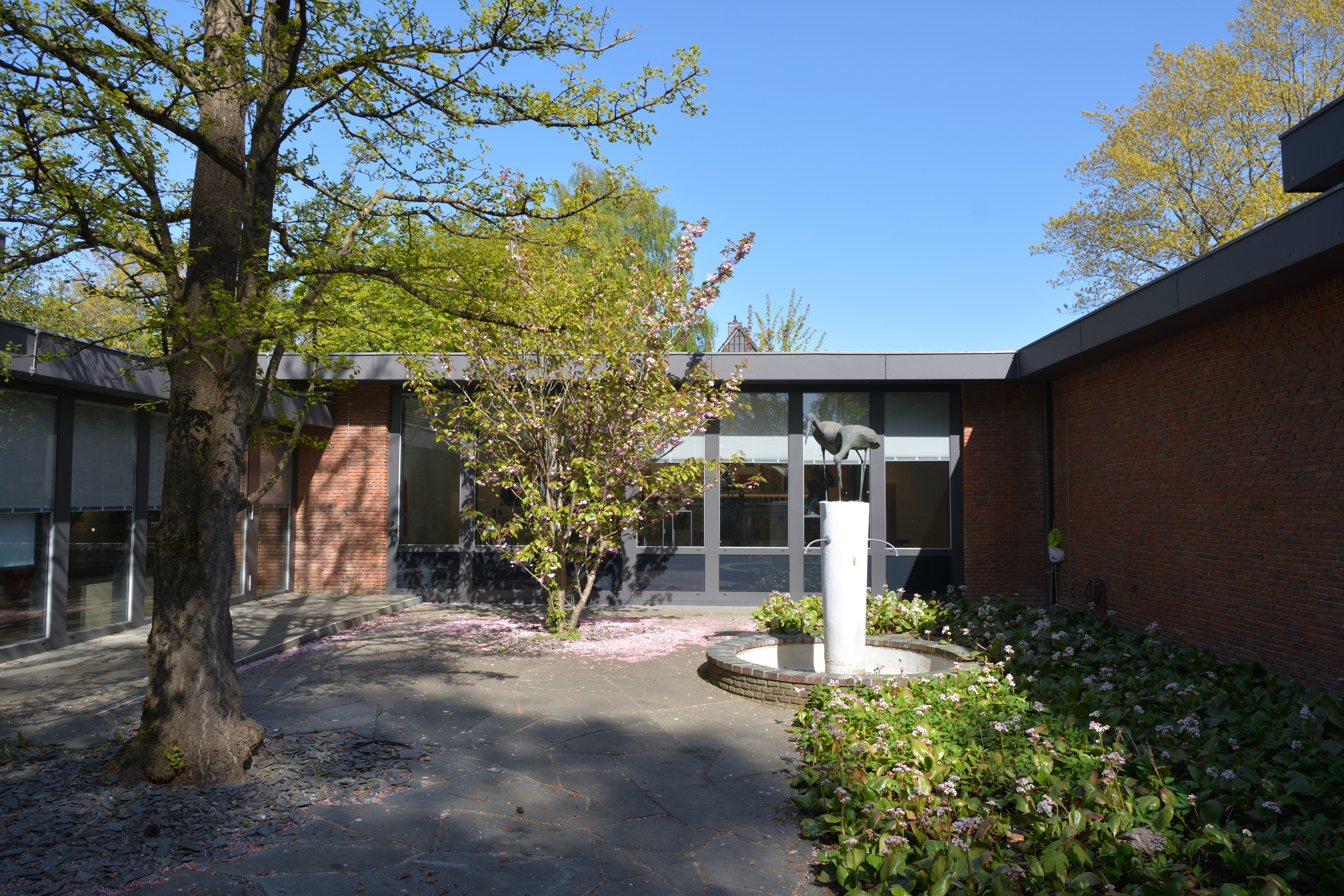
Blick in den Innenhof

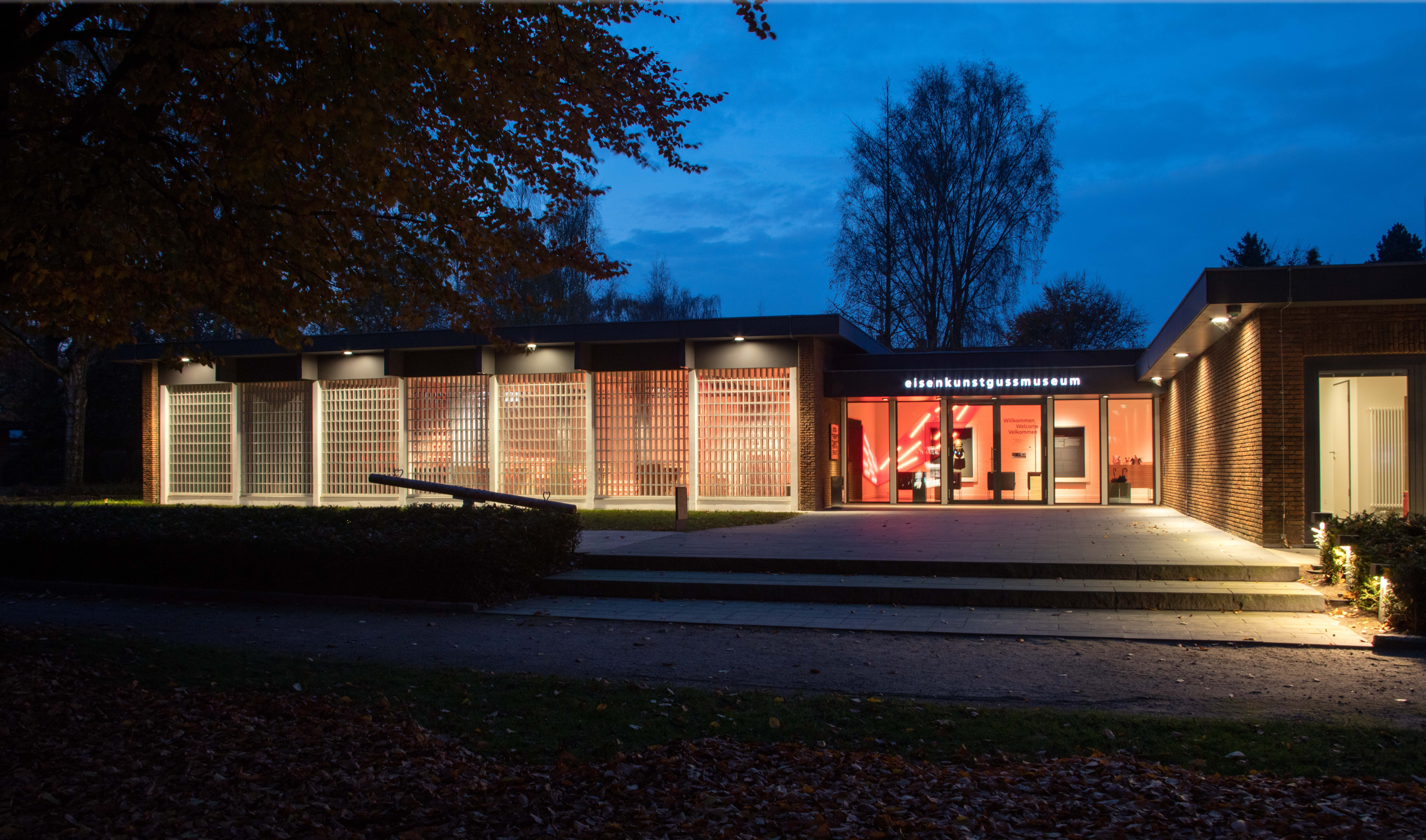
Das Museum bei Dunkelheit

Das Eisenkunstguss Museum Büdelsdorf (Eigenschreibweise) ist ein Gewerbemuseum in Büdelsdorf, das sich dem Gusseisen, dem Kunstguss des 19. Jahrhunderts und der damit verbundenen Geschichte und Kulturgeschichte widmet. Es befindet sich gegenüber dem ehemaligen Industriegelände der Carlshütte.

## Stiftung
Die Stiftung des Museums geht auf die Unternehmerin Käte Ahlmann (1890–1963) zurück, die den Bau im Jahr 1961 zur Aufbewahrung ihrer umfangreichen Sammlung von gusseisernen Objekten in Auftrag gab. Heute ist das Museum Teil der Stiftung Schleswig-Holsteinische Landesmuseen und eine direkte Dependance des Landesmuseums für Kunst und Kulturgeschichte Schloss Gottorf.

## Geschichte des Hauses
Anlässlich ihres 70. Geburtstages initiierte Käte Ahlmann im Dezember 1960 den Bau eines Museums zur Aufbewahrung einer Sammlung von Gusseisen und Kunstguss, die sie – auch mithilfe von Hans Schlothfeldt – über viele Jahre zusammengetragen hatte. Zu diesem Zeitpunkt leitete sie das Eisenwerk Carlshütte seit 30 Jahren. Der flache, um einen Innenhof angelegte Museumsbau wurde ab 1961 vom dänischen Architekten Carl Storgård errichtet, 1963 nach dem Tod der Stifterin fertiggestellt und als Privatmuseum eröffnet. Als Bauplatz wurde das Grundstück nördlich der Carlshütte bestimmt, das an eine kleine Parkanlage mit einem Denkmal für Marcus Hartwig Holler grenzte.
1981 erfolgte der Erwerb der Sammlung durch das Land Schleswig-Holstein. Der Kreis Rendsburg-Eckernförde übernahm im selben Jahr das Museumsgebäude und -gelände. Ab diesen Zeitpunkt wurde das Museum als Dependance des Landesmuseums für Kunst und Kulturgeschichte betreut. Seit dem 1. April 2010 steht das Museum in der Trägerschaft der Stiftung Schleswig-Holsteinische Landesmuseen Schloss Gottorf.
Der 2006 verstorbene Sohn Käte Ahlmanns, Josef-Severin Ahlmann, vermachte dem Eisenkunstguss-Museum sein privates Vermögen, aus dem die von 2011 bis 2016 vorgenommene Sanierung des Gebäudes und die Neukonzeption der Dauerausstellung finanziert wurde.

## Sammlung

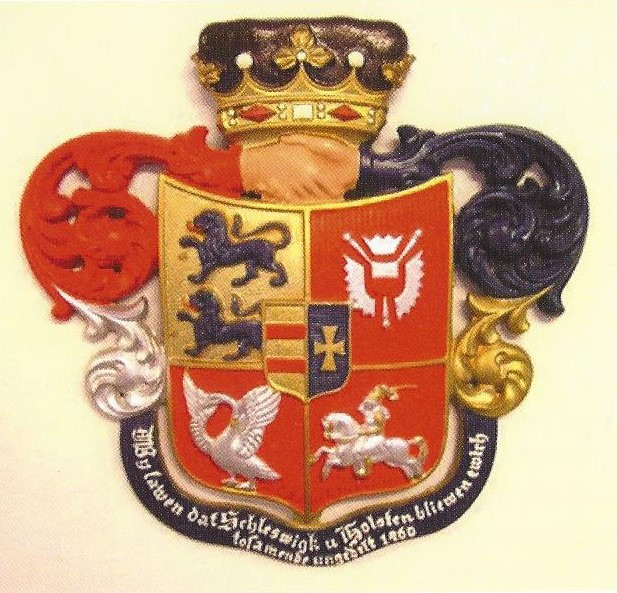
Schleswig-Holstein-Wappen der Carlshütte (seit 1844)

Das Museum verfügt über eine umfassende Sammlung gusseiserner Objekte von der Renaissance bis in die Gegenwart aus Europa und Asien. Ein Sammlungsschwerpunkt sind die Produkte der Carlshütte. Weiterhin finden sich gusseiserne Objekte namhafter Hütten, wie Sayn, Ilsenburg und Gleiwitz, sowie federführender Gestalten für den Eisenkunstguss, wie Karl Friedrich Schinkel, Johan Conrad Geiß oder Leonhard Posch.
Etwa 200 Objekte der Sammlung werden in der dauerhaften Ausstellung gezeigt. Alle Beschreibungen sind dreisprachig: Deutsch, Dänisch und Englisch.

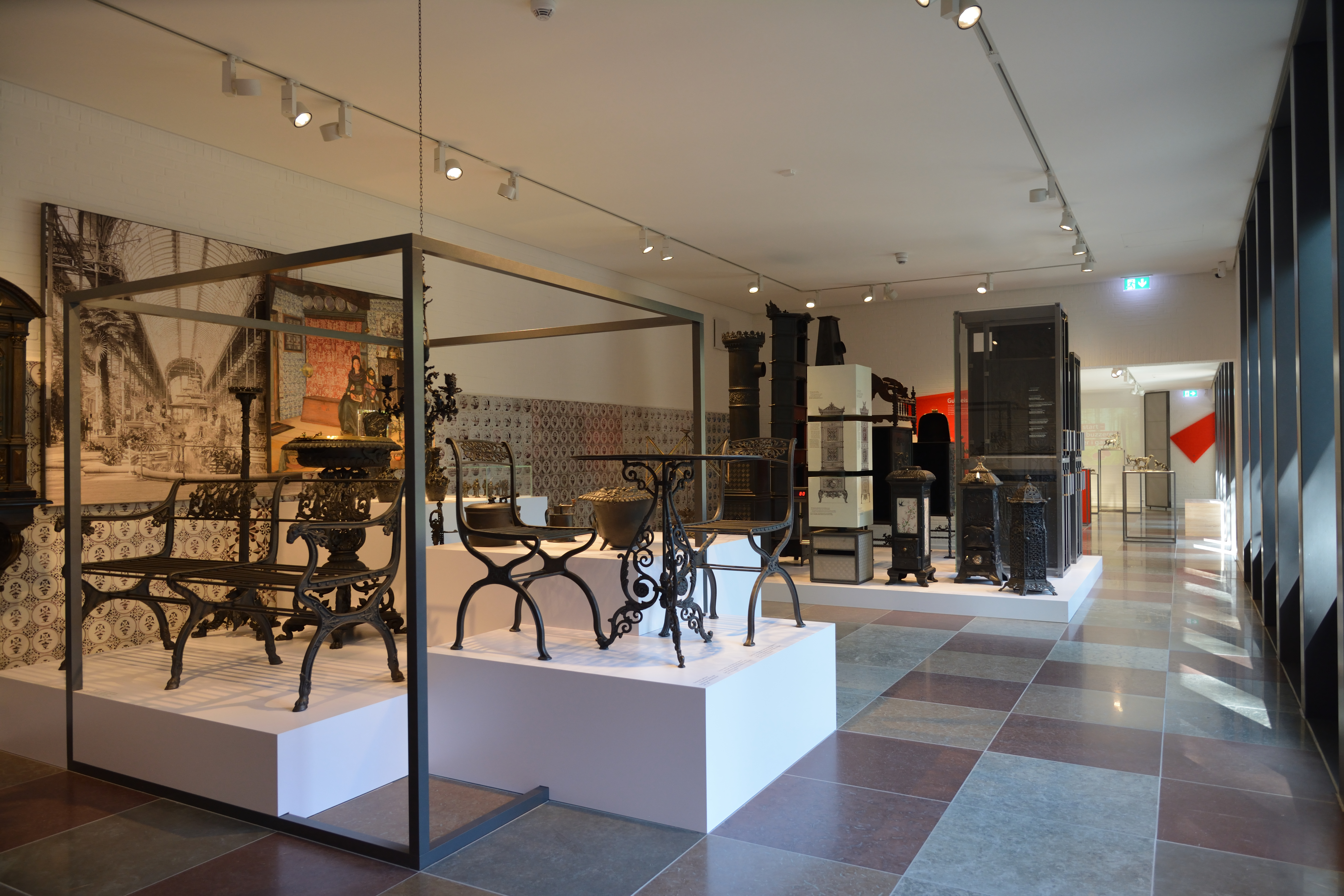
Alltagsgegenstände
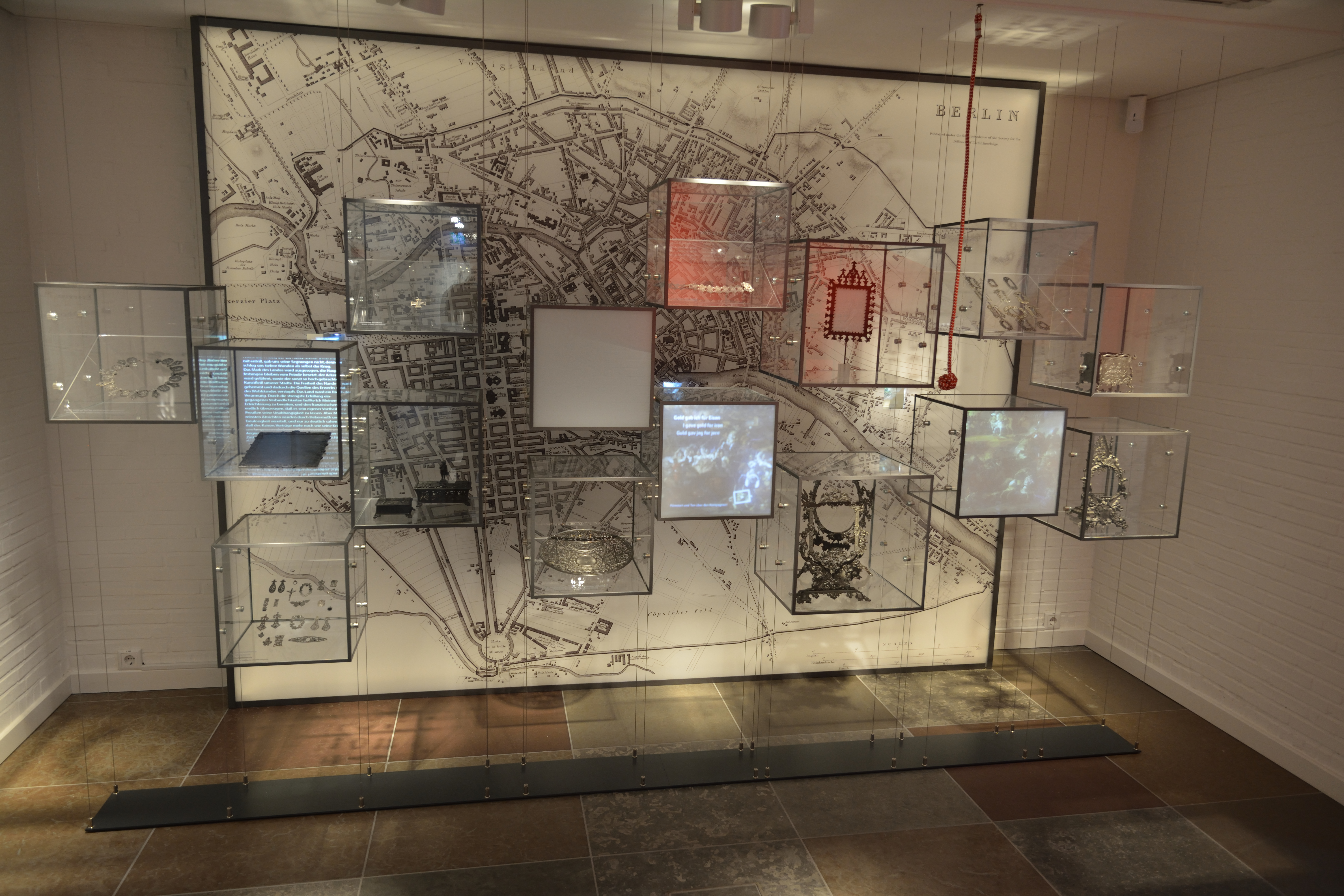
Blick in die Ausstellung
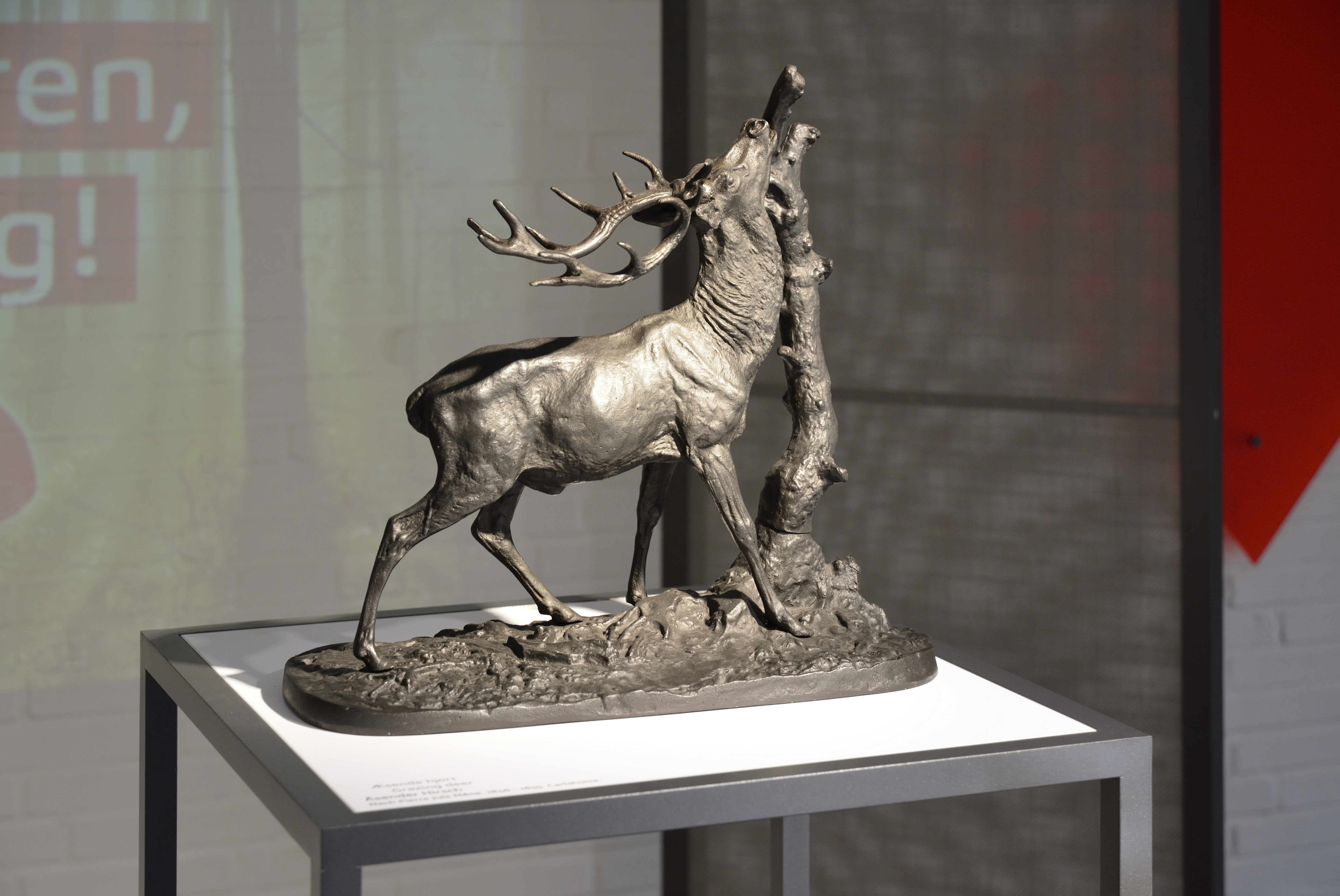
Hirsch